# Сімейка бігфутів
«Сімейка бігфутів» (англ. Bigfoot Family) — франко-бельгійський CGI-анімаційний фільм, що вийшов 5 серпня 2020 року. Продовження мультфільму Бігфут молодший.
Світова прем'єра відбулася 2020 року на Міжнародному фестивалі анімаційних фільмів в Аннесі, де картина отримала номінацію в категорії «Найкращий повнометражний анімаційний фільм» .

## Сюжет
Джеймс Гаррісон (Бігфут) перебуває в центрі уваги, в той час, як його син Адам мріє про мирне сімейне життя.
Окрім Бігфута, Адама, та його матері Шеллі у їхньому будинку мешкають дятел Стів, білка Тіна, єнот Трапер і ведмідь Вілбур. Бігфут, вирішуючи використати свою славу для допомоги навколишньому світові, вирішує відгукнутися на заклик пари екологічних активістів з Аляски, щоб зупинити видобуток нафти компанією X-Trakt сумнівними методами. Справа швидко набула розголосу завдяки Бігфутові, після чого він раптово зник. Ні на мить не повіривши в цю новину, Адам і його мати Шеллі вирушають на Аляску в супроводі Траппера і Вілбура з надією знайти Бігфута і розкрити правду про X-Trakt…